# Mărculești (Florești)

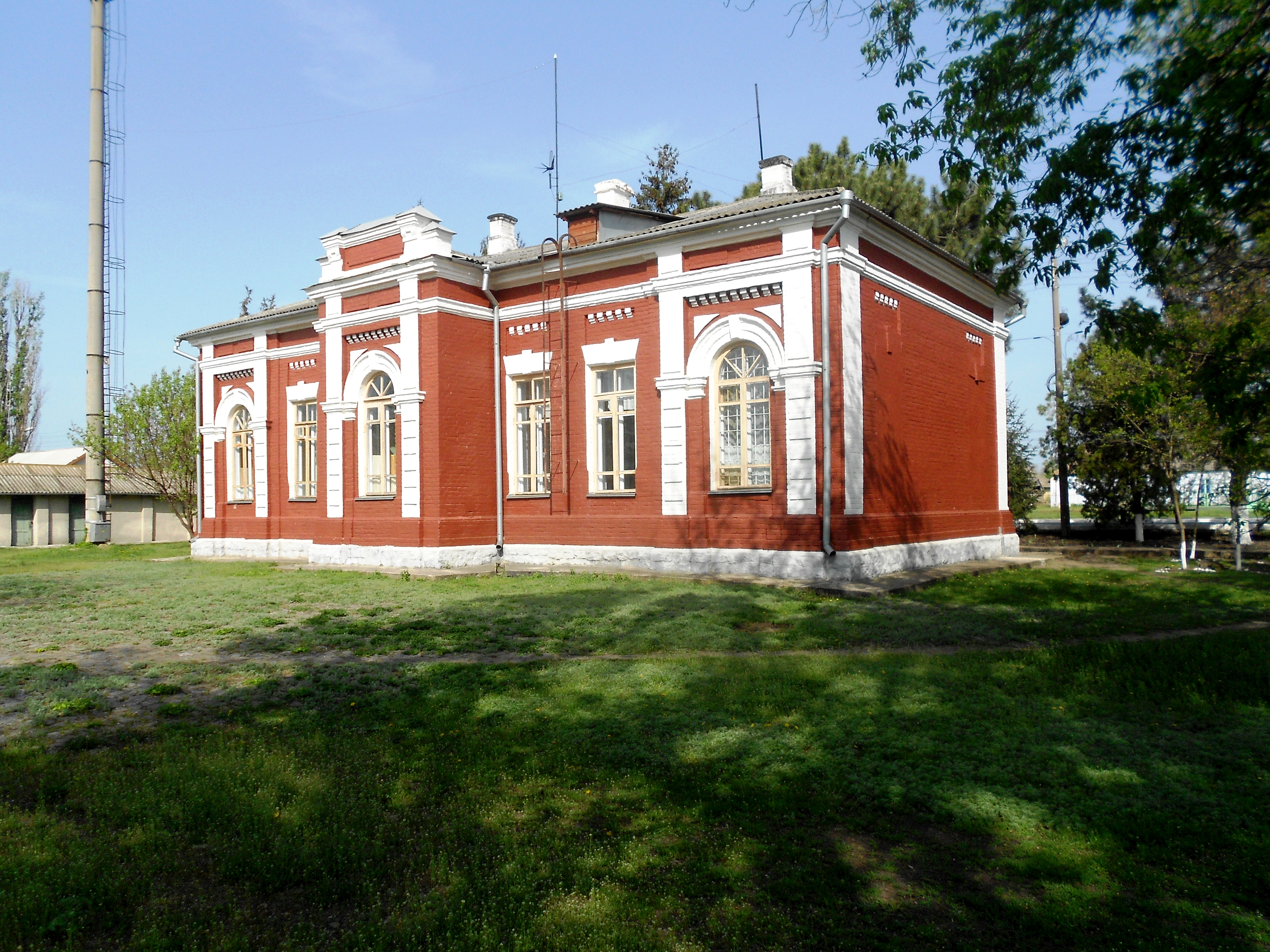
Bahnhof von Mărculești

Mărculești ist eine Stadt im Nordosten von der Republik Moldau. Sie liegt im Rajon Florești südwestlich der Rajonshauptstadt Florești.
Auf dem 5.000 m² großen jüdischen Friedhof Mărculești befinden sich über 1.500 Grabsteine.